# Amazonas peruano prehispánico
El actual territorio del departamento de Amazonas, perteneciente a lo que Federico Kauffmann Doig (2003) denomina Andes Amazónicos Septentrionales, presenta testimonios importantes de actividad cultural preagrícola, cuya antigüedad y exacta identificación están siendo debatidas por los investigadores.
En Chiñuña/Yamón/Calpón, en lo que hoy es la provincia de Utcubamba, se han encontrado numerosos testimonios de arte rupestre que han sido estudiados por Ulises Gamonal (1987). Los temas del arte rupestre, tanto el expuesto en pintura sobre paredes rocosas, como el grabado sobre roca (petroglifo), son escenas de caza y la representación de chamanes ocupados en ritos para favorecerla. Las representaciones de los sitios rupestres de Yamón, Chiñuña y El Palto, situados en el distrito de Yamón, provincia de Utcubamba, anteriormente Bagua, guardan semejanza temática y de ejecución con las de los anteriormente citados.
Las pinturas de Yamón/Chiñuña llaman la atención por su magnífico estado de conservación y por su variedad inconográfica. En los abrigos rocosos del sector de Yamón propiamente dicho, situado en las laderas que se elevan desde el Marañón, sobre el poblado de Chiñuña, han sido utilizadas casi todas las áreas disponibles, incluyendo el techo rocoso. Según Federico Kauffmann Doig (2002), este arte rupestre correspondería a expresiones tempranas de la cultura de los chachapoyas. También podría ser ese el caso de la cerámica de Bagua analizada por Ruth Shady en 1971.

## Los Bracamoros
Entre Bagua y la zona selvática de Jaén (Cajamarca) vivieron los temidos bracamoros o pacamoros, que según los cronistas opusieron tenaz resistencia a la conquista incaica. Su presencia en la región data de los tiempos de la cultura chavín, hace 3000 años. Esto queda atestiguado por los monolitos de Tabaconas y Chunchucam cuyo conocimiento fue difundido por Ulises Gamonal y cuyos rasgos guardan semejanza con el arte chavín y el de Kuntur Wasi.
Cuenta Pedro Cieza de León (1553), sobre la lucha de los bracamoros contra el Sapa Inca Huayna Cápac, esta singular escena:

"Dicen todos [...] de cómo en los Bracamoros había muchos hombres y mujeres que tenían tierras fértiles, y que bien adentro de la tierra había una laguna y muchos ríos llenos de grandes poblaciones. [Hayna Cápac] Codicioso mandó caminar por allá [...] abriendo el camino con asaz trabajo [hasta donde] los naturales por muchas partes puestos en sus fuertes le estaban aguardando"
Pedro Cieza de León, 1553#GGC11C

Llegado el momento del enfrentamiento, los bracamoros recurrieron a una curiosa estrategia, como sigue contando Cieza de León:

"...mostraban sus vergüenzas [...] y tantos se juntaron, los más desnudos [...] que el Inca determinó de se retirar [...] (y sé) escabulló dellos y volvió huyendo a su reino, afirmando que se había de vengar de los rabudos".
ib.#GGC11C

Las tropas incaicas dieron a los bracamoros este nombre refiriéndose a las faldas largas "que les colgaban encima de las piernas".

## Los Chachapoyas
Una de las culturas superiores del Perú antiguo, los chachapoyas (también llamados sachapcollas o collas selvícolas), moraban al sureste de los bracamoros, sobre la margen derecha del río Marañón. Su desarrollo tuvo como centro el valle de Utcubamba, topónimo que puede ser traducido por "territorio de los agujeros o cuevas" (utcu). Probablemente se extendieron por el sur hasta el Abiseo, afluente del Huallaga, donde se levanta la ciudadela de Pajatén. En efecto, las noticias que consigna el Inca Garcilaso de la Vega refieren que el territorio de los chachapoyas era tan extenso que le "pudiéramos llamar reino porque tiene más de cinucenta leguas de largo por veinte de ancho, sin lo que entra hasta Muyupampan que son treinta leguas de largo [...]". Para una interpretación adecuada de esta información, diremos que una legua corresponde a cerca de cinco kilómetros. Los chachapoyas habrían sido conquistados por los incas en tiempos del gobernante Tupac Inca Yupanqui. El cronista Cieza de León recoge algunas notas pintorescas sobre los chachapoyas:

"Son los más blancos y agraciados de todos cuantos yo he visto en las Indias que he andado, y sus mujeres fueron tan hermosas que por serlo su gentileza muchas dellas merecieron serlo de los ingas y ser llevadasa los templos del sol [...] andan vestidas ellas y sus maridos con ropas de lana y por las cabezas usan ponerse llautos, que son señal que traen para ser conocidas en toda parte"
Ib.#GGC11C

Y agrega que después de su anexión al imperio incaico adoptaron las costumbres impuestas por los cusqueños.
Los chachapoyas tienen una larga historia en la región, medida en varios milenios a juzgar por los testimonios de arte rupestre expuestos en las paredes rocosas de cuevas de la provincia de Utcubamba. Posiblemente fueron descendientes de inmigrantes cordilleranos que modificaron su cultura ancestral en el nuevo medio, tal vez recogiendo tradiciones de los primeros pobladores de origen amazónico. Los chachapoyas modificaron el paisaje selvático tornándolo erosionado y yermo a medida que iban depredando los bosques y como consecuencia de las quemas anuales a que sometían sus tierras. Esta modificación del paisaje original se presenta elocuentemente en el área del Utcubamba.
La cultura Chachapoyas propiamente dicha, posiblemente tuvo sus inicios en el siglo VIII. Debió alcanzar su fase de florecimiento a partir del siglo XI y se prolongó hasta la llegada de los españoles al Perú, aunque hacia 1470 su independencia política quedó afectada por la conquista incaica (ver Expansión del Imperio Inca). Su territorio se extendía de norte a sur casi 400 kilómetros, desde el río Marañón en la zona de Bagua, hasta la cuenca del Abiseo, donde se encuentra la ciudadela de Pajatén, y aún más al sur hasta el río Chontayacu. Abarcaba así la parte sur del actual departamento de Amazonas y sectores del noroeste del departamento de San Martín, como también espacios del extremo oriental del departamento de La Libertad.
Su población se estima en hasta 400.000 indígenas al momento de llegar los españoles esta se redujo a 20 o 30 mil.

### Testitomios chachapoyas
Numerosos y enormes conglomerados de edificaciones pétreas de planta circular como los de Olán, Congón (Vilaya), Purunllacta (Monte Peruvia) y los elevados muros-andenes de Cuélap, son testimonios del esplendor cultural alcanzado por los chachapoyas desde mucho antes de su anexión al incario. Tenemos además, en el actual departamento de San Martín, la ciudadela de Pajatén.
La construcción monumental de Cuélap se ubica al suroeste de Tingo, a 3.000 metros de altitud Este coloso de la arquitectura ancestral peruana, que se extiende por 600 metros en su eje longitudinal, está conformadopor una plataforma construida sobre la cima de una elevada montaña. Los muros que la sostienen, levantados con piedras uniformes y careadas, se elevan hasta por 19 metros. Cuélap es sin duda el testimonio más grandioso de los Andes amazónicos norteños. La mayoría de los 400 recintos emplazados sobre este enorme plataforma debieron ser depósitos de alimentos. Según Kauffman Doig (1996), Cuélap pudo ser un gran centro administrativo de la producción agraria donde además se hacían rituales propiciatorios de la fertilidad, como ocurrió en gran parte de la arquitectura monumental del Perú antiguo.
La arquitectura chachapoyas se caracteriza, también, por exhibir dos formas de patrones funerarios: el mausoleo y el sarcófago. Este último es un sepulcro unipersonal que reproduce el contorno de la figura humana. Los más importantes restos sepulcrales están localizados en el departamento de San Martín. Sin embargo, un sitio imponente, colmado de mausoleos, es el de La Petaca, en la provincia de Leimebamba divulgado por Gene Savoy (1978). Se trata de mausoleos de piedra que, al parecer, estuvieron originalmente tarrajeados y enlucidos.

### Otras expresiones chachapoyas
Los chachapoyas fueron también eximios tejedores, como lo demuestran los hallazgos realizados en la margen derecha del Pisuncho, en Carajía, en la Laguna de las Momias y en otros lugares. También docoraban mates con figuras pirograbadas, tallaban la piedra y la madera; además, dejaron muestras excepcionales de pintura mural, como la de San Antonio (Luya).
En cuanto a la cerámica, la de los chachapoyas es tosca, tanto en lo que se refiere a su factura como a su decoración. Los elementos decorativos están prácticamente limitados a motivos acordonados o "achurados". Peter Lerche (1986) propone que éstos son de origen amazónico. En todo caso, este sería el único patrón procedente de la Amazonía ya que, en lo fundamental, los chachapoyas se enraízan en la tradición cultural andina. Por el territorio chachapoyas aparece, igualmente disperso, un tipo de cerámica negra bien alisada, afiliada, al parecer, a la alfarería chimú. De no ser de elaboración local, debe proceder de las costa norte, por trueque o por otro conducto. Del área de los chachapoyas proceden, asimismo, recipientes de cerámica cajamarca y aún de estilo chancay. Arutro Ruiz Estrada (1972) elaboró una seriación de la cerámica chachapoyas basada en un muestrario que reunió en Cuélap.

## La conquista Inca
Sobre la resistencia que los chachapoyas opusieron a la penetración de las huestes de Inca Tupac Yupanqui, hay abundantes datos Se subraya la obstinada resistencia de los "chachas", como los llamaba Garcilaso, cuyo núcleo más tenaz estuvo ubicado en el sector de Cajamarquilla, hoy Bolívar. Sobre ellos cuenta el cronista cusqueño que "habían muerto [a] los governadores y capitanes del Inca [...] y [...] los soldados [...] y presos otros muchos, con intención de servirse dellos como de esclavos". Atendiendo a esto, el Sapa Inca, encontrándose entre los cañaris el Ecuador y mientras juntaba sus tropas, envió mensajeros ante los chachapoyas para negociar la paz. Pero los chachas "maltrataron a los mensajeros [...] y los amenazaron de muerte" El Sapa Inca ordenó entonces atacarlos. Cruzó el río Marañón sobre un puente de balsas de madera chuchau que mandó construir probablemente a la altura de Balsas, cerca de Celendín. Luego las tropas incaicas se dirigieron hacia Cajamarquilla (Bolívar, La Libertad) para destruirlo, puesto que era "uno de los pueblos principales" de los chachapoyas. Les salió al encuentro, desde Cajamarquilla, una embajada de mujeres al frente de la cual iba una matrona, antigua concubina de Tupac Inca Yupanqui. Solicitaban clemencia y perdón. El inca se los otorgó.
En memoria de este acontecimiento de paz, el sitio donde había tenido lugar la negociación fue declarado sagrado y fue cercado, de modo que "[...] ni hombres ni animales, ni aun las aves, si fuese posible, no pusieran los pies en él". Para asegurar la pacificación de los chachapoyas, los incas instalaron poderosas guarniciones en la comarca y ordenaron el traslado de grupos de lugareños al Cusco bajo el sistema de mitmac, o sea de cambio de terruño de grupos humanos, y "[...] adonde les dio tierras para labrar y lugares para casas no muy lejos de un collado que está pegado a la ciudad [del Cusco] llamado Carmenga".

## Legado incaico
Al penetrar en los Andes amazónicos, los incas no solo se toparon con gente de tradición andina como lo eran los chachapoyas, nación que fue incorporada al incario en la segunda mitad del siglo XV y luego de prolongados intentos bélicos. Hubo además importantes etnias de tradición amazónica contra las cuales las tropas incas debieron enfrentarse ya sea desplazándolas, ya absorbiéndolas o aniquilándolas, de acuerdo con las escenas pintadas sobre keros o vasos ceremoniales elaborados en madera.
El sitio de Cochabamba, situado a casi los 2800 m s. n. m., junto al anexo del mismo nombre, en el distrito de Leimebamba de la provincia de Chachapoyas, debe considerarse como el centro administrativo incaico más relevante en territorio de los chachapoyas. Fue levantado en tiempos de Túpac Yupanqui, luego de la incorporación de la región al imperio Inca. Es de suponer que Alonso de Alvarado, cuando en 1535, al mando de unos pocos españoles, penetró en este territorio, fue a aposentarse en Cochabamba, luego que cruzó el Marañón en la localidad de Balsas, río que era la gran frontera fluvial que separaba a los chachapoyas de los cajamarcas.
Es Julio C. Tello quien realizó los primeros estudios acerca de Cochabamba en 1934 y 1937. Posteriormente el sitio fue descrito en detalle por Inge Schjellerup (1984). Por la forma en que están labradas las piedras, por su ensamblaje para formar los muros y por la disposición trapezoidal de las jambas, es de suponer que fueron ingenieros y canteros llegados desde el Cusco los que tivieron a su cargo la construcción. Los edificios incaicos de Cochabamba están rodeados de construcciones circulares de estilo chachapoyas.
Adicionalmente, el sitio incluye las llamadas "tinas". Se trata de pozos revestidos con grandes piedras primorosamente labradas y pulidas. Estas construcciones deben haber servido para el culto pluviomágico, que tanta importancia tuvo en el antiguo Perú. Las "tinas" de Cochabamba están unidas por medio de canales subterráneos cuyas paredes están recubiertas con arcilla calcinada para evitar las filtraciones en los terrenos arenosos por los que corren. Cuenta la tradición que el agua provenía de dos lagunas cercanas: Ulcococha, considerada macho y Huaranicocha, considerada hembra.